# 276 (číslo)
Dvě stě sedmdesát šest je přirozené číslo, které následuje po čísle dvě stě sedmdesát pět a předchází číslu dvě stě sedmdesát sedm. Římskými číslicemi se zapisuje CCLXXVI a řeckými číslicemi σοϛ.

## Matematika
276 je:
- Abundantní číslo
- Nešťastné číslo
- Nepříznivé číslo
- Trojúhelníkové a šestiúhelníkové číslo
- Součet pátých mocnin prvních tří přirozených čísel
- Součet dvanácti po sobě jdoucích prvočísel (5 + 7 + 11 + 13 + 17 + 19 + 23 + 29 + 31 + 37 + 41 + 43)

## Astronomie
- (276) Adelheid je planetka hlavního pásu, kterou objevil v roce 1888 Johann Palisa

## Doprava
- Silnice II/276 je česká silnice II. třídy vedoucí na trase Bělá pod Bezdězem – Bakov nad Jizerou – Kněžmost[1]

## Roky
- 276
- 276 př. n. l.